# 拉里巴尔-索拉皮吕
拉里巴尔-索拉皮吕（法語：Larribar-Sorhapuru，法語發音：[laʁibaʁ sɔʁapyʁy]）是法国大西洋比利牛斯省的一个市镇，位于该省中部偏西，属于巴约讷区。该市镇于1841年由原市镇拉里巴尔（Larribar）和索拉皮吕（Sorhapuru）合并而成。

## 地理
拉里巴尔-索拉皮吕（43°17'34"N, 1°0'51"W）面积10.65 平方千米，位于法国新阿基坦大区大西洋比利牛斯省，该省份为法国东南部省份，涵盖了贝阿恩与北巴斯克，西临大西洋比斯開灣，北至朗德省，东北接热尔省，东临上比利牛斯省，南与西班牙接壤。
与拉里巴尔-索拉皮吕接壤的市镇（或旧市镇、城区）包括：贝阿斯克-拉皮斯特、多姆赞-贝罗特、洛伊灿-奥耶尔克、圣帕莱、于阿尔米克斯。
拉里巴尔-索拉皮吕的时区为UTC+01:00、UTC+02:00（夏令时）。

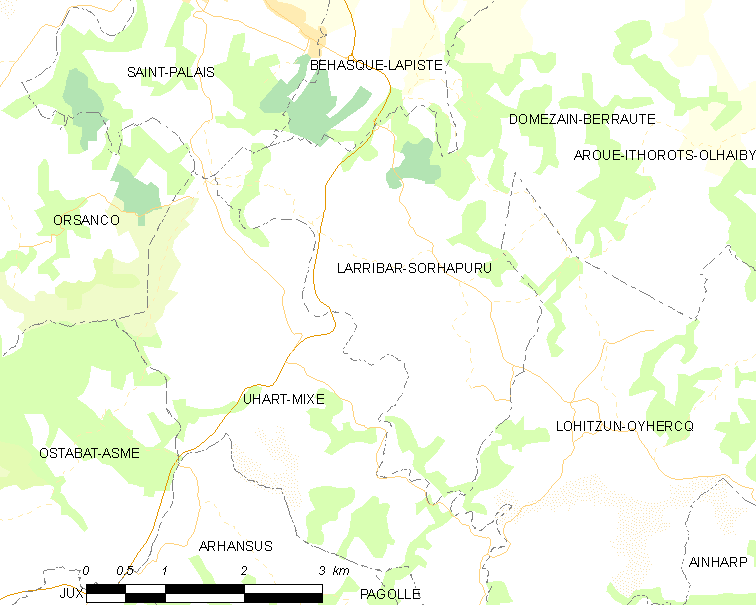
拉里巴尔-索拉皮吕的OSM定位图

## 行政
拉里巴尔-索拉皮吕的邮政编码为64120，INSEE市镇编码为64319。

## 政治
拉里巴尔-索拉皮吕所属的省级选区为比达什地区-阿米库塞-奥斯蒂巴尔县。

## 人口

1962-2008年间拉里巴尔-索拉皮吕人口变化图示

拉里巴尔-索拉皮吕于2022年1月1日时的人口数量为185人。